# Petrus Campersingel

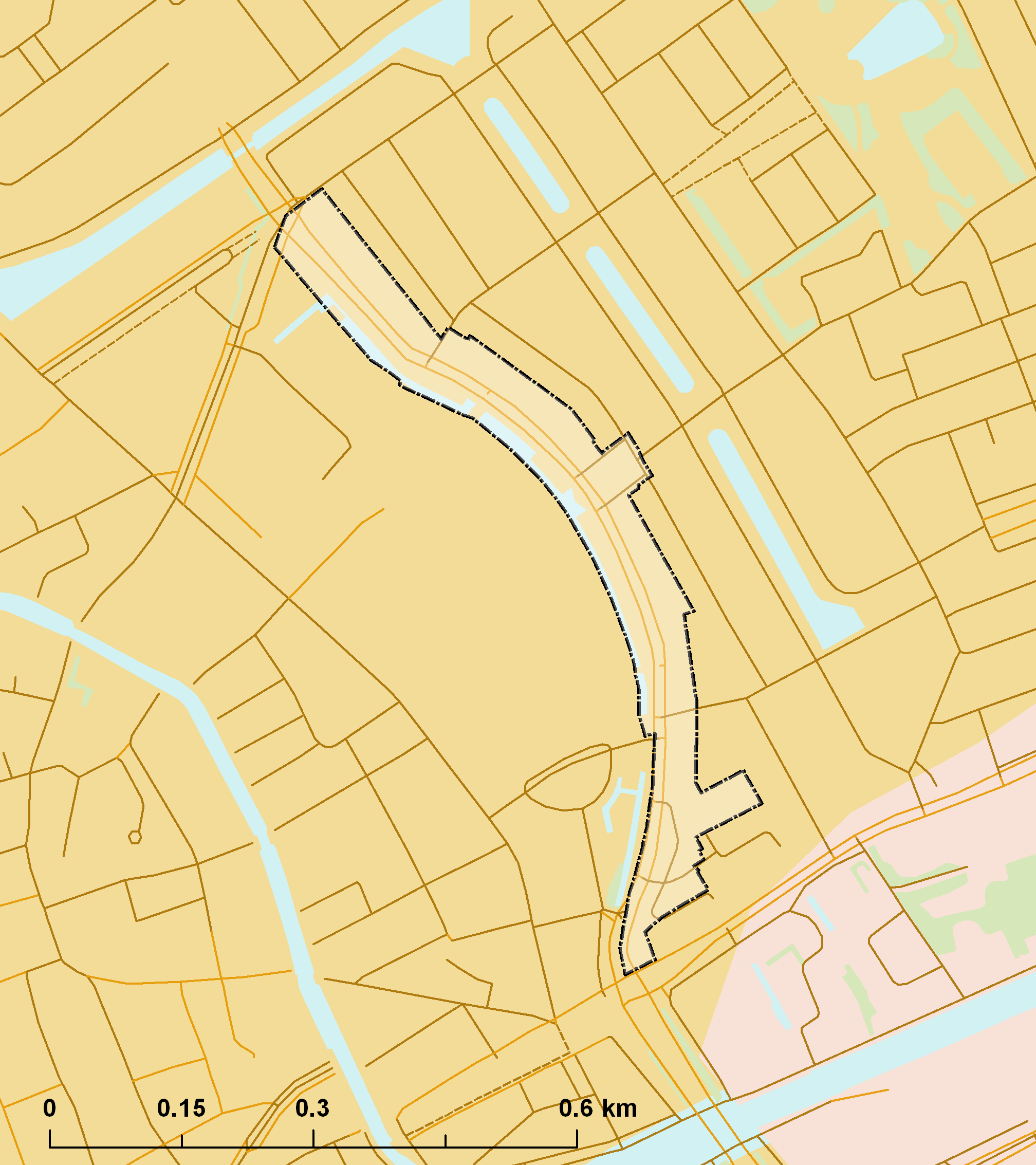
Petrus Campersingel

De Petrus Campersingel is een straat in de stad Groningen. De singel, vernoemd naar de hoogleraar Petrus Camper, loopt van het Damsterdiep tot aan de Jan Hissink Jansenstraat. Aan de westzijde van de straat ligt het complex van het Universitair Medisch Centrum Groningen.
Aan het begin van de singel ligt het Typografengasthuis. De Petrus Campersingel zelf, aangelegd direct aan de oostzijde van de voormalige vesting, is een beschermd stadsgezicht.
De weg is aangelegd kort nadat rond 1925 de oostelijke vestinggracht is gedempt. Het liep oorspronkelijk met een bocht door naar de Antonius Deusinglaan maar dat deel van de weg is verdwenen vanwege uitbreiding van het UMCG. De S.S. Rosensteinlaan vormde voorheen een Y-splitsing met de Petrus Campersingel. 
De stijl waarin het plantsoen langs de singel is ontworpen verraadt de invloed van Hendrik Petrus Berlage die als stedenbouwkundig adviseur was aangetrokken voor de stadsuitbreidingen van de jaren 1920 en '30.

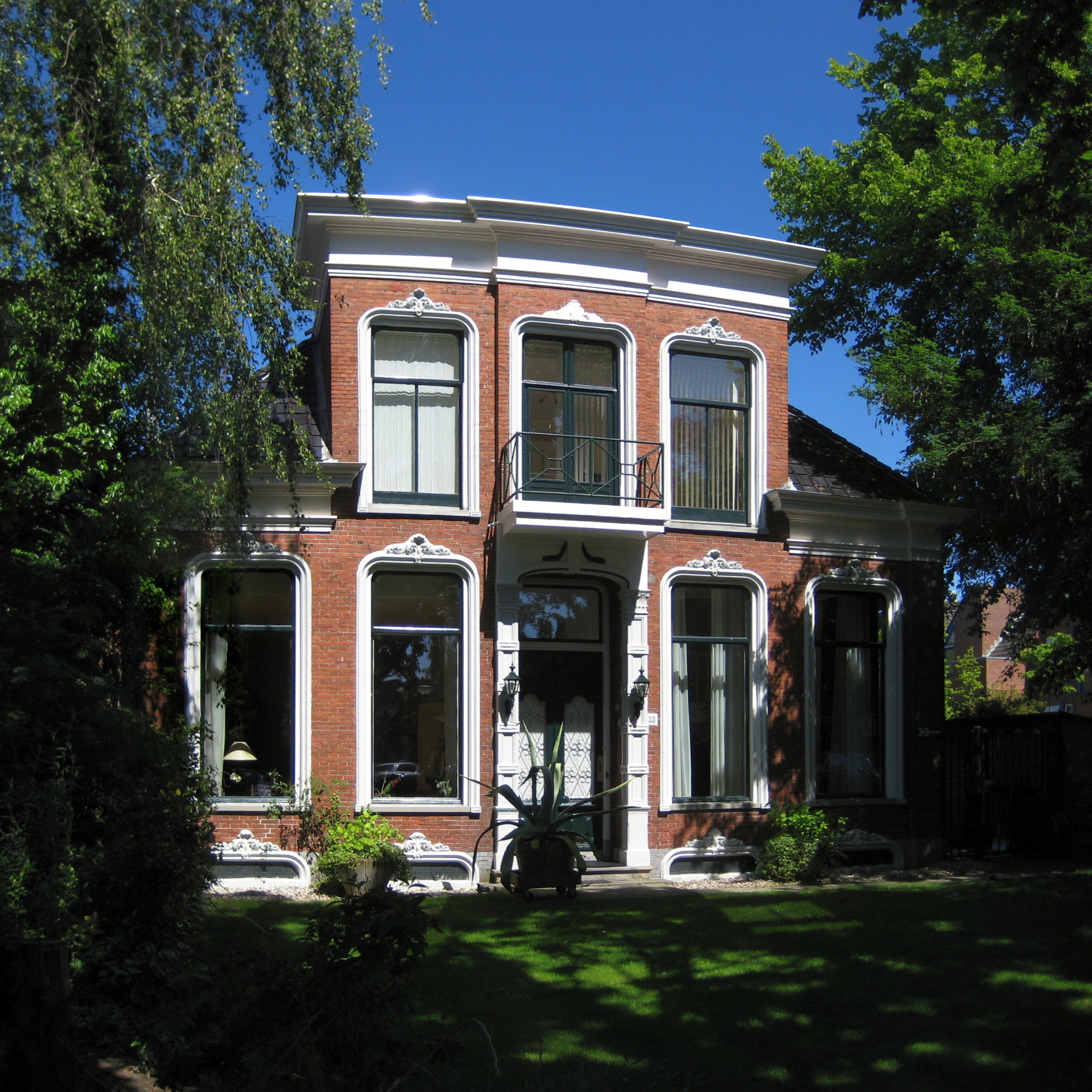
Petrus Campersingel 33
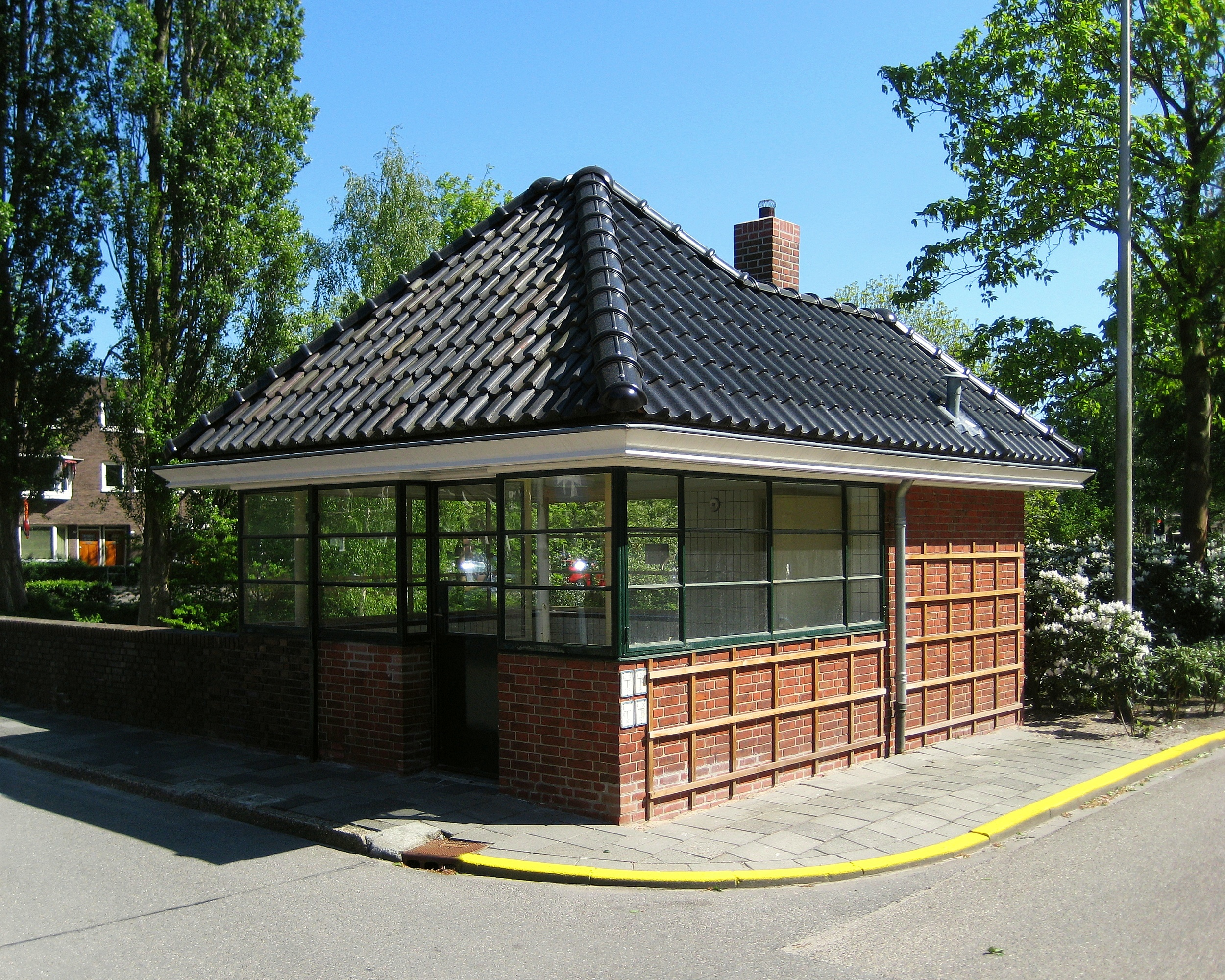
Portiersloge UMCG, Petrus Campersingel
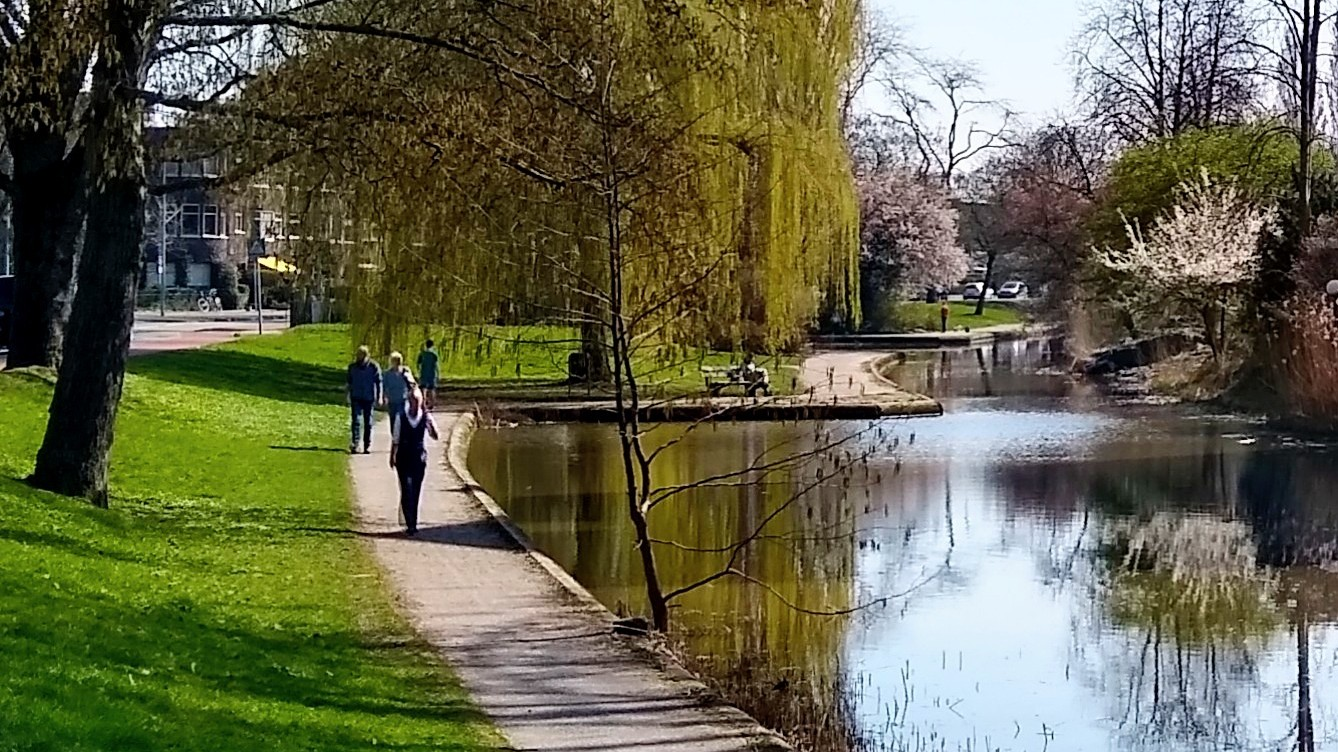
Plantsoen in berlagiaanse stijl

Aweg ·
Bedumerweg ·
Damstersingel .
Eemskanaal Noordzijde .
Herman Colleniusstraat .
Holtstek .
Korreweg .
Kraneweg .
Petrus Campersingel ·
Westersingel ·